# Joyas de la Corona Neerlandesa

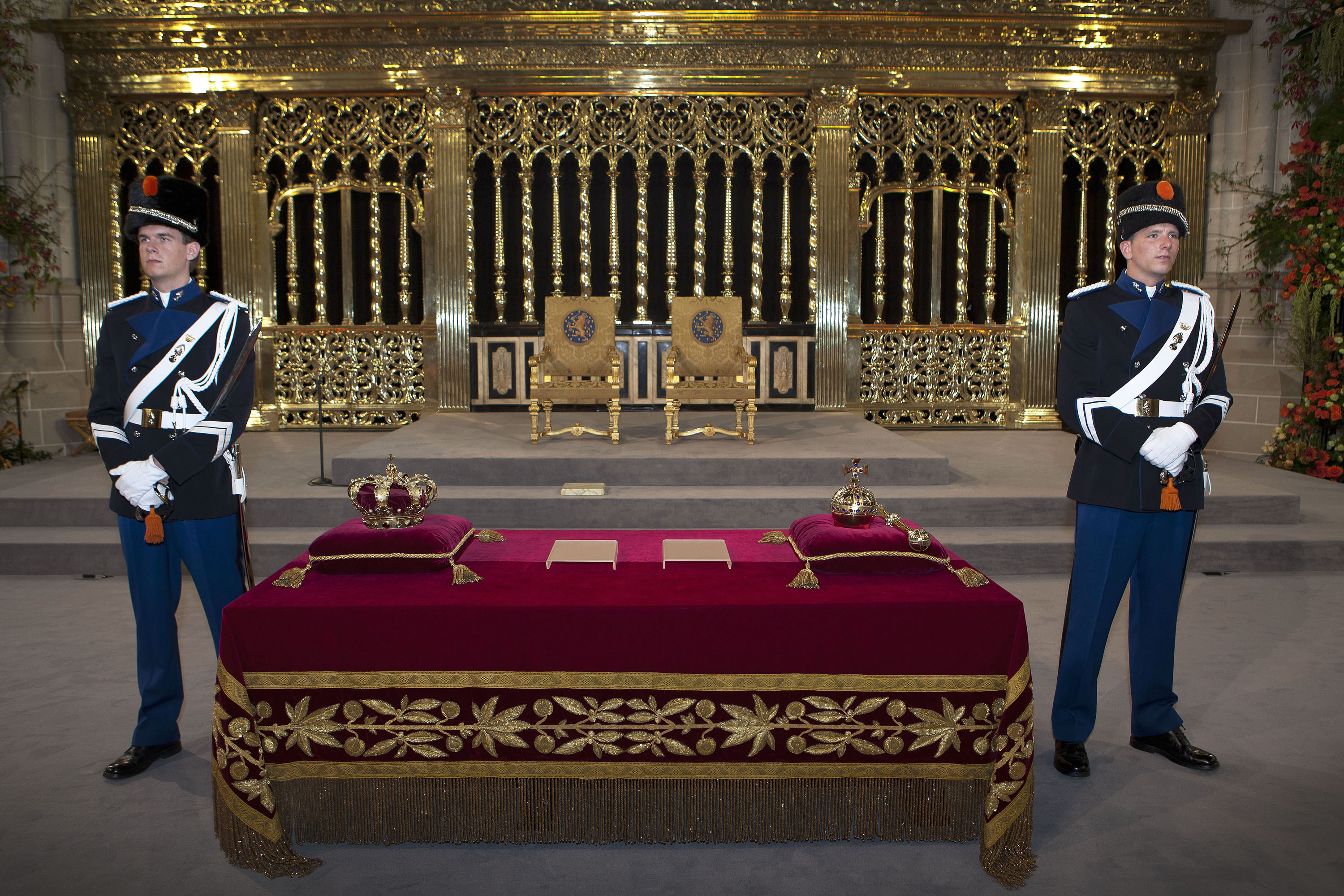
Joyas de la Corona Neerlandesa en la Iglesia Nueva de Ámsterdam en 2013: la corona a la izquierda y el cetro junto al orbe en la derecha.

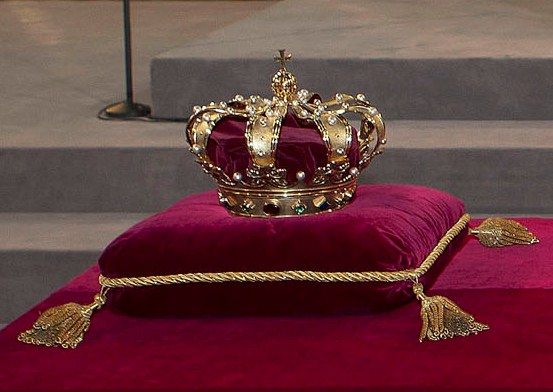
La corona real neerlandesa.

Las Joyas de la Corona neerlandesa son aquellas piezas y objetos fabricados con materiales preciosos o bien de bisutería que están vinculadas a la institución monárquica del Reino de los Países Bajos esta colección consta de la corona, el cetro, el orbe, la espada y el manto real.

## Historia
Esta colección es relativamente reciente, fueron mandadas a fabricar por el Rey Guillermo II en 1840.
La colección consta de:
- La corona: Está fabricada en plata bañada en oro, posee joyas incrustadas que en realidad son imitaciones de bisutería hechas de vidrio y papel de plata, materiales muy comunes. La corona no es físicamente usada en ningún momento, tan solo es mostrada en las ceremonias de entronización del nuevo monarca junto a las otras joyas. Representa la dignidad y la condición Real del monarca.[1]

- El cetro: Representa la autoridad del Rey.

- El orbe: Representa el dominio de Dios sobre el territorio.

- La espada: Es portada por un caballero durante la ceremonia. Simboliza el poder real.

- El manto real: El actual no es más que una imitación del original, confeccionada con terciopelo suizo y restos de abrigos de armiño usados. El actual data de 1948, cuando el carismático modisto Erwin Dolder supo ganarse la confianza de la Reina Juliana y tenía encargada la tarea de diseñar el traje para la coronación de la reina considerando inaceptable que complementara su deslumbrante vestido con ese trozo de terciopelo viejo por lo que le fabricó un nuevo manto al que cosió 83 leones dorados provenientes del original. Más tarde el modisto huyó acosado por demandas fiscales llevándose consigo el manto original. Cuentan que en los círculos homosexuales de Basilea se le solía ver con dicho manto cuyo actual paradero es una incógnita.[2] El uso del manto es exclusivo para las ceremonias de coronación de cada monarca.[1]